# Otto Warpechowski
Otto Warpechowski (ur. 5 maja 1917 w Mendrze w Rumunii, zm. 5 lutego 1945 w Paczuskach Dużych) – polski archeolog amator, opiekun zabytków, autor fortelu ratującego zamek w Liwie przed zniszczeniem go przez Niemców podczas okupacji hitlerowskiej.

## Życiorys
Był synem Bolesława Konrada Warpechowskiego, agronoma i zarządcy majątków ziemskich. Rodzina w początkach XX w. wyemigrowała do Rumunii, a w 1924 powróciła do Polski i przez kilka lat zamieszkiwała w dobrach matki Ottona – Olimpii – w Brzozowie w powiecie sokołowskim. Tutaj rozpoczęła się jego pasja archeologiczna. Badał m.in. okolice Czerwonki Grochowskiej i Sokołowa Podlaskiego oraz kopce w Jarnicach. Od 1934 przekazywał wyniki swych badań do warszawskiego Muzeum Archeologicznego. Przed wybuchem II wojny światowej rozpoczął w Warszawie studia archeologiczne, a dzięki poparciu Stefana Starzyńskiego, został powiatowym opiekunem zabytków.
Podczas okupacji niemieckiej starostą powiatu sokołowsko-węgrowskiego został brutalny SS-man, Ernst Gramss, który planował rozbiórkę zamku w Liwie (Niemcy chcieli wykorzystać cegłę rozbiórkową do budowy obozu zagłady w Treblince). Warpechowski podsunął mu wówczas zmyśloną historię, w myśl której zamek ten był wzniesiony przez Krzyżaków i przez nich zamieszkały. Gramss nie tylko poniechał w tej sytuacji planów rozbiórkowych, ale wręcz rozpoczął rekonstrukcję obiektu, jako pomnika odwiecznej dominacji kultury germańskiej na Wschodzie. Historia Warpechowskiego została na tyle mocno rozpropagowana wśród Niemców, że przewodnik Baedekera z 1943 określa liwski zamek jako krzyżacki (Deutschen Orden Burg). W latach 1942–1944 udało się wyremontować i zabezpieczyć część murów, a także urządzić izbę pamiątek – zaczątek przyszłego muzeum. Warpechowski, obawiając się zarzutów o kolaborację, działał w porozumieniu z Armią Krajową, wykorzystując pryzmy cegieł jako skrytki na broń. Prace remontowe przy zamku ostatecznie przerwano w 1944, a Warpechowski musiał się ukrywać w Brzozowie. Jesienią 1944 wstąpił do II Armii Wojska Polskiego, gdzie dosłużył się stopnia kaprala w 8. Pułku Moździerzy.
Zginął tragicznie, zastrzelony przez pijanego oficera sowieckiego we wsi Paczuski Duże (obecnie w pobliżu miejsca śmierci wznosi się jego pomnik). Pochowano go w Czerwonce Grochowskiej.